# Dacryodes bampsiana
Dacryodes bampsiana är en tvåhjärtbladig växtart som beskrevs av R. Pierlot. Dacryodes bampsiana ingår i släktet Dacryodes och familjen Burseraceae. Inga underarter finns listade i Catalogue of Life.